# クロロヨードメタン
クロロヨードメタン（Chloroiodomethane）は、アセトン、ベンゼン、ジエチルエーテルおよびアルコールに非常に溶けやすいハロメタンの一つ。化学式はCH2ClI。屈折率は1.5812 - 1.5832。
結晶は斜方晶系であり、格子定数はa = 6.383, b = 6.706, c = 8.867 (.10-1 nm)。
クロロヨードメタンはシクロプロパン化（シモンズ・スミス反応）、マンニッヒ反応、アミノメチル化、エポキシド化、開環および末端アルケンへの付加反応に用いられる。多くの場合、収率と選択性がより大きいジヨードメタンに取って代わられている。